# 道上政男
道上 政男（みちうえ まさお、1950年（昭和25年）11月12日 - 2014年（平成26年）2月27日）は、日本の政治家。岡山県美作市長（1期）。

## 経歴
兵庫県姫路市出身。歯科技工所社長の後、美作町議会議員（2期）、美作市議会議員（2期）を務め、市議会では議長となった。2013年4月に安東美孝市長の引退を受けて美作市長選に立候補し、無投票で当選。
同年9月26日に肝臓疾患のため入院し、12月24日に復帰したが、2014年1月17日に再入院。2014年2月10日、病気療養のため辞職願を提出し、同年3月2日付けでの退任となる予定であったが、2月27日午前2時5分に肝細胞がんのため岡山県津山市の病院で死去。63歳没。